# Stefanie Reinspergerová
Stefanie Reinspergerová (nepřech. Reinsperger, * 30. ledna 1988 Baden) je rakouská filmová, televizní a divadelní herečka.
Vyrůstala částečně v Londýně, kde její otec pracoval pro rakouské ministerstvo zahraničí. Po studiu na Vienna Business School Mödling absolvovala roku 2011 herecký výcvik na semináři Maxe Reinhardta na Universität für Musik und darstellende Kunst Wien. Začínala ve vídeňském Volkstheatru, poté byla angažována v Düsseldorfer Schauspielhaus. V roce 2014 byla angažována v Burgtheatru, aby se brzy vrátila do Volkstheatru. Od roku 2017 je členkou souboru Berliner Ensemble.
Její největší televizní příležitost přišla v roce 2019, kdy převzala roli císařovny Marie Terezie ve 3. a 4. díle stejnojmenné životopisné minisérie, jež vznikla ve velké středoevropské koprodukci. V červenci 2020 oznámila televize WDR, že Reinspergerová posílí jako hlavní komisařka Rosa Herzogová vyšetřovací tým v seriálu Místo činu Dortmund.